# イングリット・ファン・ハウテン＝フルーネフェルト

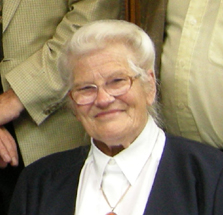

イングリット・ファン・ハウテン=フルーネフェルト（Ingrid van Houten-Groeneveld、1921年10月21日 - 2015年3月30日）は、オランダの女性天文学者である。
夫のコルネーリス・ファン・ハウテン及びトム・ゲーレルスとともに多くの小惑星を発見した。ゲーレルスはパロマ天文台にある口径48インチのシュミット式望遠鏡を用いて掃天観測を行い、その写真をライデン天文台に送り、ファン・ハウテンが小惑星の検出を行った。彼ら3人は、4631個もの小惑星の発見者として記録されている（2017年5月現在。このほか、コルネーリスとの夫妻による発見が2）。